# Улица Кулакова (Москва)
У́лица Кулако́ва — улица, расположенная в Северо-Западном административном округе города Москвы на территории района Строгино.

## История
Улица получила своё название 6 августа 1979 года в память о советском политическом деятеле Ф. Д. Кулакове (1918—78).

## Расположение
Улица Кулакова проходит от улицы Исаковского на юго-запад, пересекает улицу Маршала Катукова, с запада к улице Кулакова примыкает Мякининский проезд, далее улица Кулакова пересекает Строгинский бульвар и проходит до кругового перекрёстка с улицей Твардовского, Таллинской улицей и проектируемым проездом № 120. Нумерация домов начинается от улицы Исаковского.

## Примечательные здания и сооружения
По нечётной стороне:
По чётной стороне:

## Объекты инфраструктуры
- Школа № 69 им. Б. Окуджавы, Улица Кулакова, 2, к. 2 (и 3, к. 1)
- Филиал № 4 городской поликлиники № 180 (Женская консультация). Улица Кулакова, 5
- Школа № 89 имени А. Маресьева. Улица Кулакова, 12
- Детская городская поликлиника № 58, филиал № 1. Улица Кулакова, 13
- Универсам EuroSpar. Улица Кулакова, 14
- Школа № 129. Улица Кулакова, 17
- Стоматология «Магистр». Улица Кулакова, 19
- Технопарк «Орбита». Улица Кулакова, 20
- Городская поликлиника № 96. Улица Кулакова, 23
- Школа № 705. Улица Кулакова, 25, к. 2

## Зона отдыха
На участке улицы между улицами Исаковского и Маршала Катукова обустроен сквер для прогулок и отдыха. Благоустройство территории проходило в 2019 году по программе «Мой район». Особенностью сквера стал комплекс детских площадок «Тропа приключений», протянувшийся вдоль прогулочной зоны. Здесь установлено современное оборудование для игр, а том числе батуты, песочница с экскаватором и весами, деревянный пандус с веревочными лестницами, скалодромом и тоннелями. Обустроена спортивная зона с тренажерами и теннисными столами. В сквере установлены парковые качели и топиарные фигуры.

## Транспорт

### Автобус
- 310 ( Щукинская — Улица Маршала Прошлякова)
- 626 ( Молодёжная — 3-й микрорайон Строгина)
- 631 ( Тушинская - 3-й Микрорайон Строгина)
- 638 (Мякинино —  Щукинская)
- 640 ( Щукинская —  Тушинская)
- 652 (13-й микрорайон Строгина — 3-й микрорайон Строгина)
- 654 (Улица Маршала Прошлякова — 3-й микрорайон Строгина)
- 743 (Таллинская улица — Мякинино)
- 782 (Таллинская улица — 2-я Лыковская улица)
- 798 (Кардиологический центр —  Щукинская)
- С11 (3-й микрорайон Строгина — 8-й микрорайон Митина).

### Трамвай
- 15 (Таллинская улица —  Сокол)
- 21 (Таллинская улица —  Щукинская).

### Метро
- Станция метро «Строгино» Арбатско-Покровской линии — восточнее улицы, на Строгинском бульваре.

### Транспорт до станций метро
- До метро  Строгино

Автобусы №: 640, 652, 654, 743, 782, С11.
- До метро  Щукинская

Автобусы №: 310, 638, 640, 798. Трамваи №: 15, 21.
- До метро  Тушинская

Автобусы №: 640.
- До метро  Молодёжная

Автобус №: 626.
- До метро  Сокол

Трамвай №: 15
- До метро  Волоколамская

Автобус №: С11.
- До метро  Митино

Автобус №: С11.

### Остановки наземного городского пассажирского транспорта
- Школа имени Маресьева[5]. Автобусы №: 626, 638, 640, 652, 798. Трамваи №: 15, 21.
- Мякининский проезд. Автобусы №: 626, 638, 640, 652, 798. Трамваи №: 15, 21.
- Улица Кулакова, 19. Автобусы №: 631, 652, 640, 743, С11.
- Строгинский бульвар. Автобусы №: 310, 626, 640, 654, 782, С11. Трамваи №: 15, 21.
- Таллинская улица. Автобусы №: 310, 626, 640, 654, 782, 798, С11. Трамваи №: 15, 21.